# 石現俊
石 現俊（ソク・ヒョンジュン、ラテン翻字: SUK Hyun-Jun, 1991年6月29日 - ）は、韓国・忠州市出身のサッカー選手。無所属。ポジションはFW。

## 経歴
父親は自動車整備工場を営んだが、石現俊がサッカーの才能を示した後は仕事を辞め、石をソウル特別市の小学校に転学させた。U-15韓国代表から全てのカテゴリで代表選出されている。アヤックス入団前はプレミアリーグのクラブへの入団を希望しておりチェルシーFCなど複数のチームに入団を打診したが実現せず、オランダへと進路変更をする。高校卒業後に18歳でアジア人として初めてオランダのアヤックスに入団。2009-10シーズン、ローダJC戦でマルコ・パンテリッチと交代して途中出場し、18歳でデビューを果たした。同シーズンは2軍でもプレーしており9試合で8ゴールを記録している。
2010年の9月に行われた親善試合のイラン戦にて19歳でフル代表デビューを果たした。
2010-11シーズンは開幕前より1軍のプレーシーズンマッチに出場、5試合4ゴールを記録し順調なスタートに見えたが、トップチームの試合への出場機会はなかった。2シーズンでトップチームにおける出場は3試合で計27分。マルティン・ヨル監督は「190センチの身長にパワーまで備え、大型攻撃手になる可能性がある。2年以内に大物に成長するだろう」と評価していたものの、ソク本人が出場機会がないことに不満を訴え、同シーズン限りで退団。
28歳の時点で韓国の兵役の任に未だ就いておらず、兵務庁から帰国して兵役に就くよう求められていたが、これを無視。業を煮やした兵役庁によって、兵役法違反に基づく本人のパスポートの無効化が通達されたが、ソクはこの一件により、フランスへの帰化申請をしたと伝えられた。ただし、ソクはフランスの市民権を得たとしても、いずれ必ず兵役の任に就くことを主張している。

## 所属クラブ
- アヤックス・アムステルダム 2009-2011 (2010年1月よりトップチーム)
- FCフローニンゲン 2011-2013.1
- CSマリティモ 2013.1-2013.6
- アル・アハリ・ジッダ 2013.7-2014
- CDナシオナル 2014-2015.1
- ヴィトーリアFC 2015.1-2016.1
- FCポルト 2016.1-2018.6
  -  トラブゾンスポル（期限付き移籍） 2016.8-2017.1
  -  デブレツェニVSC（期限付き移籍） 2017.2-2017.6
  -  トロワAC（期限付き移籍） 2017.8-2018.6
- トロワAC 2018.7
- スタッド・ランス 2018.8-2020.1
- トロワAC 2020.1-2022.7

## 個人成績
| クラブ成績 | クラブ成績     | クラブ成績       | リーグ | リーグ | カップ | カップ | 国際大会   | 国際大会   | 通算 | 通算 |
| シーズン   | クラブ         | リーグ           | 出場   | 得点   | 出場   | 得点   | 出場       | 得点       | 出場 | 得点 |
| オランダ   | オランダ       | オランダ         | リーグ | リーグ | KNVB杯 | KNVB杯 | ヨーロッパ | ヨーロッパ | 通算 | 通算 |
| ---------- | -------------- | ---------------- | ------ | ------ | ------ | ------ | ---------- | ---------- | ---- | ---- |
| 2009-10    | アヤックス     | エールディヴィジ | 3      | 0      | 0      | 0      | 2          | 0          | 5    | 0    |
| 2010-11    | アヤックス     | エールディヴィジ | 0      | 0      | 0      | 0      | 0          | 0          | 0    | 0    |
| 2011-12    | フローニンゲン | エールディヴィジ | 20     | 5      | 0      | 0      | -          | -          | 20   | 5    |
| 総通算     | 総通算         | 総通算           | 23     | 5      | 0      | 0      | 2          | 0          | 25   | 5    |